# Bâtiment de la caserne du Génie à Niš
Le bâtiment de la caserne du Génie à Niš (en serbe cyrillique : Зграда инжињеријске касарне у Нишу ; en serbe latin : Zgrada inžinjerijske kasarne u Nišu) se trouve à Niš, dans la municipalité de Palilula et dans le district de Nišava, en Serbie. Il est inscrit sur la liste des monuments culturels protégés de la république de Serbie (identifiant no SK 751),,.

## Présentation
Le bâtiment, situé à l'angle des rues Vojvode Putnika et Dimitrija Tucovića et du Trg Mije Stanimirovića, a été construit en 1900 dans un style néo-gothique (néo-romantique) selon un projet de l'architecte belgradois Danilo Vladisavljević (1871-1923), qui a notamment participé, quelques années plus tard, à la construction de la coopérative des officiers (monument culturel de grande importance), et de l'hôpital militaire de Vračar (monument culturel protégé) à Belgrade. Danilo Vladisavljević a été l'architecte du ministère de l'Armée de Serbie de 1898 à 1923.

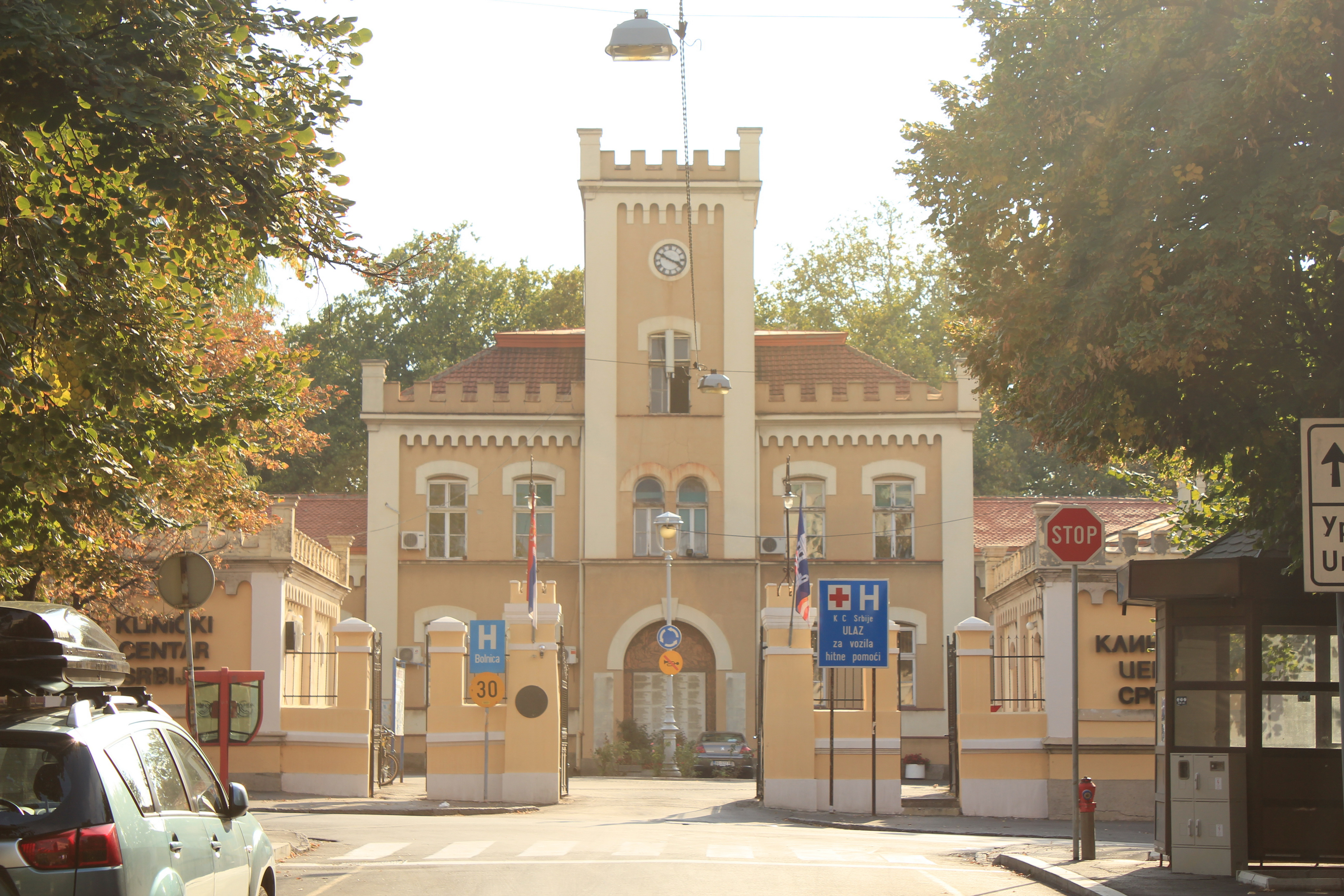
À titre de comparaison, vue de l'hôpital militaire de Vračar, construit en 1904 et 1909 dans un style néo-romantique.

La première pierre de l'édifice a été posée le 10 juin 1899, lors de cérémonies auxquelles assistaient le roi Alexandre Ier et son père, l'ex roi Milan, le libérateur de Niš.
Construite pour les besoins de l'armée, la caserne symbolise l'architecture militaire par excellence, inspirée par les  châteaux forts du Moyen Âge, avec des tours d'angle polygonales, des créneaux et des corniches.
Par son style et son caractère monumental, elle représente l'un des bâtiments néo-romantiques les plus réussis de l'architecture serbe de l'époque de sa construction.